# Barreta

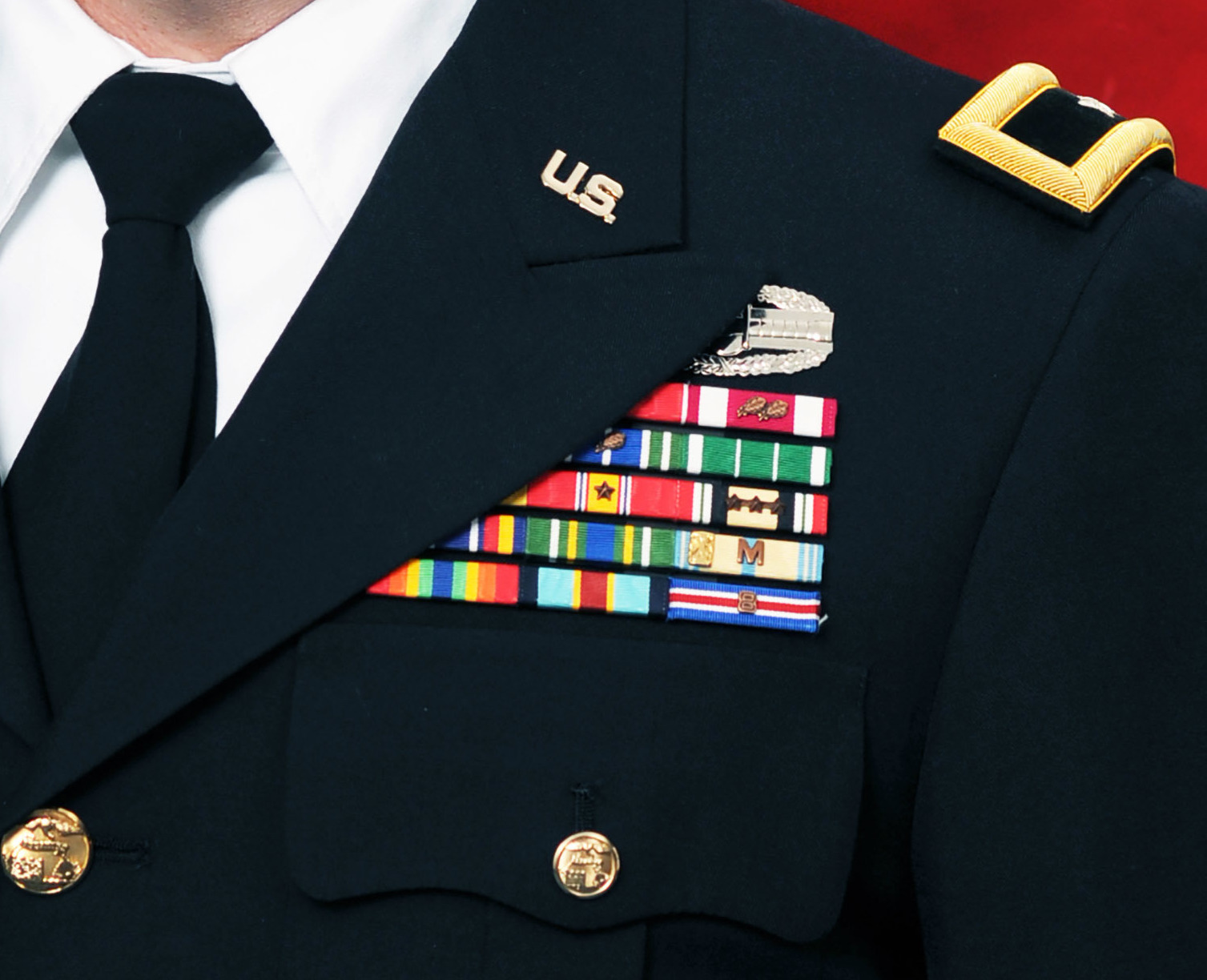
As barretas de serviço de um general da Reserva do Exército dos Estados Unidos.

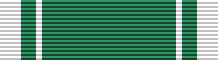
A barreta da Ordem do Mérito Militar

Barretas são pequenas decorações que são usadas por militares, policiais e bombeiros ou civis. As barretas são usadas principalmente quando usar a decoração completa, ou usar medalhas é considerado inadequado ou impraticável. Cada força militar tem suas próprias regras sobre quais barretas são usadas e em qual ordem de precedência. Algumas condecorações são "apenas a barreta", não tendo nenhuma medalha associada.

## Design

A barreta da medalha Purple Heart

A barreta de fita para uma medalha especial, geralmente coincide com a fita sobre a medalha. Por exemplo, a fita para a medalha Purple Heart é roxa com uma barra branca nas duas bordas laterais, e sua barreta é semelhante: roxa com uma barra branca em cada extremidade.
No entanto, existem algumas condecorações não vêm em uma fita, mas mesmo assim tem uma barreta. A Ordem da Vitória da União Soviética é um distintivo que é usado no uniforme de parada. No entanto, a barreta é usada quando se está vestindo o uniforme de campo. A barreta foi concebida através da combinação de várias outras fitas de outras ordens soviéticas.

## Construção
Barretas são hoje montadas sobre o que é conhecido como um suporte de pino, que pode ser empurrado através do tecido de um uniforme camisa e protegido, com elementos de fixação, na borda interna. Barretas podem também ser individuais presas, e, em seguida, alinhadas sobre a camisa, ou montadas juntas em um fecho único. Anteriormente, as barretas eram costuradas ao vestuário individual; militares autorizavam o uso das barretas em apenas alguns uniformes, por exemplo, em camisas de vestido, mas não no vestuário de trabalho.

## Exibição
Barretas não são normalmente usadas sobre uniformes de combate ou funcionais, mas sim para o escritório ou ocasiões que exigem vestimenta apropriada. Alguns países (como Cuba) mantem uma prática comum de usar barretas completas em vestuários utilitário de combate. Em outras forças armadas, isto é estritamente proibido, uma vez que usando as barretas em combate poderia fazer dos oficiais superiores alvos mais perceptíveis, bem como anular o efeito da camuflagem.
Barretas são usadas em linhas sobre o peito. Esta coleção de barretas é coletivamente conhecida como um rack de barretas.

## Racks de barretas notáveis
- George S. Patton

- John J. Pershing (à época da primeira guerra mundial)

- Herói soviético Vasily Grigoryevich Zaitsev